# Piona flatheadensis
Piona flatheadensis är en kvalsterart som beskrevs av Cook 1960. Piona flatheadensis ingår i släktet Piona och familjen Pionidae. Inga underarter finns listade i Catalogue of Life.